# Maserati Spyder
De Maserati Spyder is een GT cabriolet van de Italiaanse autofabrikant Maserati die tussen 2001 en 2007 geproduceerd werd. De wagen werd voorgesteld op het Autosalon van Frankfurt in 2001 en betekende een terugkeer van Maserati op de Amerikaanse markt na een afwezigheid van elf jaar.
De Spyder was een tweedeurscabriolet die plaats bood aan twee personen. Het ontwerp van de Spyder is grotendeels gebaseerd op zijn voorganger, de 3200 GT. De Spyder kreeg achteraan klassieke lichtblokken omdat de Amerikaanse kopers het niet zo begrepen hadden op de boemerangvormige achterlichten die kenmerkend waren voor de 3200 GT. De Spyder is nauw verwant met de Maserati Coupé, die een jaar later op de markt kwam.
De wagen stond op een verkorte wielbasis (2440 mm tegenover 2660 mm voor de 3200 GT) en was voorzien van een nieuw ontwikkelde 4,2L V8-motor van Ferrari met een vermogen van 390 pk en een koppel van 451 Nm, goed voor een topsnelheid van 285 km/u. Met deze nieuwe motor kwam ook een einde aan het tijdperk van de Maserati turbo-motoren.
Er waren twee versies beschikbaar: de Spyder GT en de Spyder Cambiocorsa met respectievelijk een manuele zesbak en een elektronisch geregelde zestrapsautomaat met schakelhendels aan het stuur. Het stoffen dak kon in iets meer dan 20 seconden volautomatisch geopend en gesloten worden. Achter elke zitplaats was een rolbeugel aangebracht.
Om verwarring te voorkomen met andere spydermodellen van Maserati wordt de Spyder ook wel eens aangeduid als de 4200 GT, wat een evolutie is van de eerdere modelnaam en een verwijzing naar de toegenomen cilinderinhoud van 3,2L tot 4,2L.
Er werden in totaal 3889 exemplaren van de Spyder geproduceerd.